# Tia Mare
Tia Mare is een Roemeense gemeente in het district Olt.
Tia Mare telt 4838 inwoners.